# Stražna hora
Stražna hora (610 m) – najbardziej na zachód wysunięty szczyt w Wielkiej Fatrze na Słowacji. Wznosi się po południowo-wschodniej stronie miasta Turčianske Teplice i południowej stronie wsi Háj. Zachodnie i północne stoki opadają na pola Kotliny Turczańskiej, wschodnie do doliny Somolickiego potoku. 
Stražna hora znajduje się poza obszarem Parku Narodowego Wielka Fatra, a także jego otuliny. Jest porośnięta lasem, ale są w nim polany.

## Turystyka
Południowymi stokami prowadzi szlak turystyczny.
  Turčianske Teplice – Stražna hora – Čremošné – Čremošnianske sedlo – dolina Čiernej vody – Flochová – Svrčinník. Odległość 14,2 km,  suma podejść 1009 m, suma zejść 217 m, czas przejścia 4:40 h, z powrotem 3:50 h.